# طبقه‌بندی استاندارد صنایع
طبقه‌بندی استاندارد صنایع (انگلیسی: Standard Industrial Classification) یا SIC یک سیستم از طبقه‌بندی صنایع یا یک کد چهار رقمی است.